# Cubismo
Cubismo је хрватски музички бенд од једанаест чланова који свирају салсу и латино џез. Бенд је настао 1995. окупљањем осам еминентних музичара из разних хрватских музичких састава. На њима је био и венецуелански вокал Рикардо Луке.

## Преглед
Назив је настао од дела Дизија Гилеспија "Cu-bi Cu-bop", који представља једну од првих музичких мешавина џеза и афро-кубанске музике. Име се везује и за Кубу, која има музичку традицију познату као камен темељац читавог музичког жанра који ствара и изводи Cubismo.
Њихов звук карактерише многострукост инструмената и изражајно снажан плесни ритам који производи вишечлана ритам секција. Поред препева стандардних џез комада, популарних и традиционалних кубанских песама, изводе и сопствене комаде.
Раде са издавачком кућом Aquarius Records.

## Албуми
- (1997)
- (1998)
- / Радујте се народи (1999)
- (2000)
- (2002)
- (2004)
- (2005)
- (2007)
- Тумбао (2020)